# Deutsches Meisterschaftsrudern 2019
Das 130. Deutsche Meisterschaftsrudern fand 2019 statt. Die Regatten der Kleinboote (Einer und Zweier ohne) wurden vom 12. bis 14. April auf dem Fühlinger See in Köln ausgetragen.
Die Großbootmeisterschaften fanden parallel zu den Deutschen Hochschulmeisterschaften vom 29. bis 30. Juni in Hamburg auf der Regattastrecke im Stadtteil Allermöhe statt.
Insgesamt sollte es 20 Medaillenentscheidungen geben, jedoch mussten vier Regatten am Finaltag wegen starken Windes abgebrochen werden. Somit wurden in insgesamt 18 Bootsklassen Meister ermittelt. Davon 8 bei den Männern und bei 8 den Frauen. Zudem wurden erstmals in der Geschichte des Deutschen Meisterschaftsrudern zwei Mixed-Regatten ausgetragen.

## Medaillengewinner

### Männer
| Bootsklasse                           | Gold | Silber | Bronze                                                                                           |
| ------------------------------------- | --- | --- | ------------------------------------------------------------------------------------------------ |
| Einer                                 | Oliver Zeidler (Donau RC Ingolstadt)                                                                                      | Stephan Krüger (Frankfurter RG Germania 1869)                                                                        | Timo Piontek (Koblenzer RC Rhenania)                                                             |
| Doppelzweier                          | SV Scharnebeck Moritz Römer Samuel Tieben                                                                                 | RTHC Bayer Leverkusen Michael Weppelmann Takatomo Furumai                                                            | Rgm. Rvg. Kappeln / RC Allemannia von 1866 Jan Malte Küster Tim Winkler                          |
| Zweier ohne Steuermann                | Rgm. RV Rauxel 1922 / RV Treviris 1921 Malte Jakschik Richard Schmidt                                                     | Rgm. RC Westfalen Herdecke / RC Favorite Hammonia Johannes Weißenfeld Torben Johannesen                              | Rgm. Schweriner RG von 1874/75 / RV Dorsten Hannes Ocik Christopher Reinhardt                    |
| Doppelvierer                          | Wegen starkem Wind am Finaltag wurde der Wettkampf vorzeitig abgebrochen.                                                 | Wegen starkem Wind am Finaltag wurde der Wettkampf vorzeitig abgebrochen.                                            | Wegen starkem Wind am Finaltag wurde der Wettkampf vorzeitig abgebrochen.                        |
| Vierer ohne Steuermann                | Rgm. RC Nürtingen 1921 / RTHC Bayer Leverkusen Marvin Rüdt Nick Blankenburg Dominic Imort Oliver Peikert                  | Rgm. Frankfurter RG Germania 1869 / RC Favorite Hammonia Clemens Barth Carsten Dehler Daniel Makowski Mattijs Holler | Frankfurter RG Germania 1869 Lukas Duhnkrack Leo Schwartzkopff Ivan Šarić Matthias Hörnschemeyer |
| Achter                                | Wegen starkem Wind am Finaltag wurde der Wettkampf vorzeitig abgebrochen.                                                 | Wegen starkem Wind am Finaltag wurde der Wettkampf vorzeitig abgebrochen.                                            | Wegen starkem Wind am Finaltag wurde der Wettkampf vorzeitig abgebrochen.                        |
| Leichtgewichts-Einer                  | Jonathan Rommelmann (Crefelder RC 1883)                                                                                   | Max Röger (RG Wiking Berlin)                                                                                         | Lucas Schäfer (RuS Steinmühle Marburg)                                                           |
| Leichtgewichts-Doppelzweier           | Frankfurter RG Germania 1869 Johannes Ursprung Julian Schneider                                                           | Heidelberger RK 1872 Sam Vasquez-Fischer Berkay Güneş                                                                | Stuttgarter RG von 1899 Clemens Hoyer Moritz Marchart                                            |
| Leichtgewichts-Zweier ohne Steuermann | Rgm. ETuF Essen / Ruderclub Hansa von 1898 Henning Sproßmann Julius Wagner                                                | Neusser RV Benjamin Nelles Johannes Neubauer                                                                         | Rgm. RK am Wannsee / Frankfurter RG Germania 1869 Collin Götze Carsten Dehler                    |
| Leichtgewichts-Vierer ohne Steuermann | Rgm. Neusser RV / Ruderclub Hansa von 1898 / ETuF Essen Johannes Neubauer Benjamin Nelles Julius Wagner Henning Sproßmann | Stuttgarter RG von 1899 Clemens Hoyer Mathias Mages Moritz Marchart Simon Marchart                                   | Rgm. RG Wiking Berlin / RK am Wannsee Marcel Gallien Jesper Fisch Bela Winde Mirko Rahn          |

### Frauen
| Bootsklasse                           | Gold                                                                                            | Silber | Bronze |
| ------------------------------------- | ----------------------------------------------------------------------------------------------- | --- | --- |
| Einer                                 | Frieda Hämmerling (RG Germania Kiel)                                                            | Michaela Staelberg (Crefelder RC 1883)                                                                                            | Franziska Kampmann (RV Waltrop von 1928) |
| Doppelzweier                          | Rgm. Bremerhavener RV von 1889 / RV Saarbrücken Luise Reusch Anja Noske                         | Rgm. ETuF Essen / Essen-Werdener RC von 1896 Mareike Adams Leonie Neuhaus                                                         | Rgm. SV Scharnebeck / Kölner RV von 1877 Hannah Bornschein Carolin Franzke                                                                          |
| Zweier ohne Steuerfrau                | Rgm. Donau RC Ingolstadt / Neusser RV Sophie Oksche Alexandra Höffgen                           | Rgm. ORC Rostock von 1956 / RC Potsdam Christin Stöhner Annabel Oertel                                                            | Rgm. Donau RC Ingolstadt / Siegburger RV Charlotte Körner Marie-Sophie Zeidler                                                                      |
| Doppelvierer                          | Wegen starkem Wind am Finaltag wurde der Wettkampf vorzeitig abgebrochen.                       | Wegen starkem Wind am Finaltag wurde der Wettkampf vorzeitig abgebrochen.                                                         | Wegen starkem Wind am Finaltag wurde der Wettkampf vorzeitig abgebrochen.                                                                           |
| Riemenvierer ohne Steuerfrau          | Rgm. Ludwigshafener RV von 1878 / RRG Mülheim Eva Hohoff Hannah Rieder Annika Weber Maren Weber | Rgm. RG Angaria Hannover / Hannoverscher RC von 1880 Juliane von Wrangel Johanna Grüne Frauke Lange Lena Schielke                 | Dresdner RC 1902 Frieda Busching Tine Gebauer Elisabeth Lowke Katja Rübling                                                                         |
| Achter                                | Wegen starkem Wind am Finaltag wurde der Wettkampf vorzeitig abgebrochen.                       | Wegen starkem Wind am Finaltag wurde der Wettkampf vorzeitig abgebrochen.                                                         | Wegen starkem Wind am Finaltag wurde der Wettkampf vorzeitig abgebrochen.                                                                           |
| Leichtgewichts-Einer                  | Marie-Louise Dräger (Schweriner RG von 1874/75)                                                 | Leonie Pieper (RC Germania Düsseldorf)                                                                                            | Leonie Pless (Frankfurter RG Germania 1869) |
| Leichtgewichts-Doppelzweier           | Rgm. RG München 1972 / Neuköllner RC Kristina Engelke Luisa Simon                               | Ludwigshafener RV von 1878 Amelia Isabel Böhle Carina Pollmer                                                                     | Rgm. ETuF Essen / RC Süderelbe von 1892 Laura Heinemann Eva-Lotta Nebelsieck                                                                        |
| Leichtgewichts-Doppelvierer           | Rgm. ARC Würzburg / Würzburger RV Bayern Sina Schäfer Mia Müller Julia Wolf Sophia Wolf         | Rgm. RG München 1972 / Neuköllner RC / ETuF Essen / Karlsruher RV Wiking Luisa Simon Kristina Engelke Laura Heinemann Luise Münch | Rgm. Vegesacker RV / RC Hansa von 1898 / Bremer RV von 1882 / Frankfurter RG Germania 1869 Neele Benjes Franziska Fuhl Julia Lange Samantha Nesajda |
| Leichtgewichts-Zweier ohne Steuerfrau | Rgm. Frankfurter RG Germania 1869 / RV Neptun Konstanz Samantha Nesajda Cara Pakszies           | Rgm. ARC Würzburg / RV Münster von 1882 Maike Eckert Sina Schäfer                                                                 | Keine weiteren Boote am Start. |

### Mixed
| Bootsklasse  | Gold | Silber | Bronze |
| ------------ | --- | --- | --- |
| Doppelvierer | Rgm. Essen-Werdener RC von 1896 RC Hansa von 1898 / RRG Mülheim / ETuF Essen Leonie Neuhaus Julius Wagner Julius Rommelmann Mareike Adams | Rgm. Mannheimer RG Baden / Mannheimer RV Amicitia von 1876 / Karlsruher RV Wiking Verena Moster Marina Warncke Simon Klüter Philip Thein                 | Rgm. Bremer RV von 1882 / Bremer SC Ann-Kathrin Weber Maximilian Liepold Marita Hesse André Müller                                                                                     |
| Achter       | Rgm. Ludwigshafener RV von 1878 / Mannheimer RG Baden / RC Tegel 1886 / RC Nürtingen 1921 / Alster-RV Hanseat / RC Favorite Hammonia Eva Hohoff Hannah Rieder Inken Toewe Eva Brünnen Axel Oschmann Tim Liebrich Benedict Eggeling Lennert Nikolai Schönborn Tanja Knöll (Stf.) | Dresdner RC 1902 Frieda Busching Tine Gebauer Justus Böttcher Falco Kapell Bent Burgdorf Moritz Böse Elisabeth Lowke Katja Rübling Kurt Forberger (Stm.) | Rgm. Neuköllner RC / RK am Wannsee / RG Wiking Berlin Laura Karsten Martha Bredemeyer Lena Hansen Alissa Behrmann Bela Winde Maik Zentner Marcel Gallien Mirko Rahn Luisa Simon (Stf.) |